# Daniel Núñez Aguiar
Daniel Núñez Aguiar   (Santiago de Cuba, 12 de setembre de 1958) és un aixecador de peses cubà, ja retirat, que va competir durant les dècades de 1970 i 1980.
El 1976 va prendre part en els Jocs Olímpics d'Estiu de Montreal, on fou vuitè en la categoria del pes mosca del programa d'halterofília. Quatre anys més tard, als Jocs de Moscou, va guanyar la medalla d'or en la categoria del pes gall.
En el seu palmarès també destaquen quatre medalles al Campionat del món d'halterofília, dues d'or, una de plata i una de bronze, entre les edicions de 1978 i 1982 i una medalla d'or als Jocs Panamericans de 1979. Durant la seva carrera esportiva va establir 10 rècords del món.
Als Jocs Panamericans de 1983 Núñez i altres tres aixecadors van ser desposseïts de les seves medalles per l'ús d'esteroides anabolitzants.